# Taekwondo en los Juegos Suramericanos de 2010
Se detallan los resultados de las competiciones deportivas para la especialidad de Taekwondo
en los IX Juegos Suramericanos.

## Taekwondo
El campeón de la especialidad Taekwondo fue  Brasil.

### Medallero
Los resultados del medallero por información de la Organización de los Juegos Medellín 2010
fueron:

#### Medallero Total
País anfitrión en negrilla. La tabla se encuentra ordenada por la cantidad de medallas de oro
| Núm.  | País                  | Oro | Plata | Bronce | Total | Orden por Total |
| ----- | --------------------- | --- | ----- | ------ | ----- | --------------- |
| 1     | Brasil                | 7   | 5     | 3      | 15    | 1               |
| 2     | Venezuela             | 3   | 2     | 8      | 13    | 2               |
| 3     | Colombia              | 2   | 3     | 4      | 9     | 3               |
| 4     | Chile                 | 2   | 0     | 2      | 4     | 5               |
| 5     | Argentina             | 1   | 2     | 5      | 8     | 4               |
| 6     | Perú                  | 1   | 1     | 2      | 4     | 5               |
| 7     | Ecuador               | 0   | 2     | 2      | 4     | 5               |
| 8     | Guyana                | 0   | 1     | 0      | 1     | 6               |
| 9     | Antillas Neerlandesas | 0   | 0     | 1      | 1     | 6               |
| 9     | Aruba                 | 0   | 0     | 1      | 1     | 6               |
| 9     | Panamá                | 0   | 0     | 1      | 1     | 6               |
| 9     | Uruguay               | 0   | 0     | 1      | 1     | 6               |
| TOTAL | TOTAL                 | 16  | 16    | 30     | 62    |                 |

Fuente: Organización de los IX Juegos Suramericanos Medellín 2010

#### Medallero por Género
País anfitrión en negrilla. La tabla se encuentra ordenada por la cantidad de medallas de oro
| Clasificación por Oro | País                  | Hombres | Hombres | Hombres | Hombres | Mujeres | Mujeres | Mujeres | Mujeres | Mixtos | Mixtos | Mixtos | Mixtos | TOTAL | Clasificación por Total |
| Clasificación por Oro | País                  |         |         |         | Total   |         |         |         | Total   |        |        |        | Total  | TOTAL | Clasificación por Total |
| 1                     | Brasil                | 4       | 3       | 1       | 8       | 3       | 2       | 2       | 7       | 0      | 0      | 0      | 0      | 15    | 1                       |
| 2                     | Venezuela             | 2       | 1       | 4       | 7       | 1       | 1       | 4       | 6       | 0      | 0      | 0      | 0      | 13    | 2                       |
| 3                     | Colombia              | 0       | 1       | 2       | 3       | 2       | 2       | 2       | 6       | 0      | 0      | 0      | 0      | 9     | 3                       |
| 4                     | Chile                 | 0       | 0       | 2       | 2       | 2       | 0       | 0       | 2       | 0      | 0      | 0      | 0      | 4     | 5                       |
| 5                     | Argentina             | 1       | 1       | 2       | 4       | 0       | 1       | 3       | 4       | 0      | 0      | 0      | 0      | 8     | 4                       |
| 6                     | Perú                  | 1       | 1       | 0       | 2       | 0       | 0       | 2       | 2       | 0      | 0      | 0      | 0      | 4     | 5                       |
| 7                     | Ecuador               | 0       | 0       | 1       | 1       | 0       | 2       | 1       | 3       | 0      | 0      | 0      | 0      | 4     | 5                       |
| 8                     | Guyana                | 0       | 1       | 0       | 1       | 0       | 0       | 0       | 0       | 0      | 0      | 0      | 0      | 1     | 6                       |
| 9                     | Antillas Neerlandesas | 0       | 0       | 1       | 1       | 0       | 0       | 0       | 0       | 0      | 0      | 0      | 0      | 1     | 6                       |
| 9                     | Aruba                 | 0       | 0       | 1       | 1       | 0       | 0       | 0       | 0       | 0      | 0      | 0      | 0      | 1     | 6                       |
| 9                     | Panamá                | 0       | 0       | 1       | 1       | 0       | 0       | 0       | 0       | 0      | 0      | 0      | 0      | 1     | 6                       |
| 9                     | Uruguay               | 0       | 0       | 1       | 1       | 0       | 0       | 0       | 0       | 0      | 0      | 0      | 0      | 1     | 6                       |
| TOTAL                 | TOTAL                 | 8       | 8       | 16      | 32      | 8       | 8       | 14      | 30      | 0      | 0      | 0      | 0      | 62    |                         |

Fuente: Organización de los IX Juegos Suramericanos Medellín 2010